# Perspektywa z dwoma punktami zbiegu
Perspektywa z dwoma punktami zbiegu – zwana także perspektywą skośną. Dokładne przedstawienia uzyskuje się dzięki metodzie rzutowania z planów, stosowanej przez architektów. Niezależnie od stopnia skomplikowania planu, czy elewacji bocznych budynku, zostaje zachowana zasada umieszczania obiektu w perspektywie skośnej według podstawowego rzutowania – rzutowania izometrycznego.